# Armă de foc

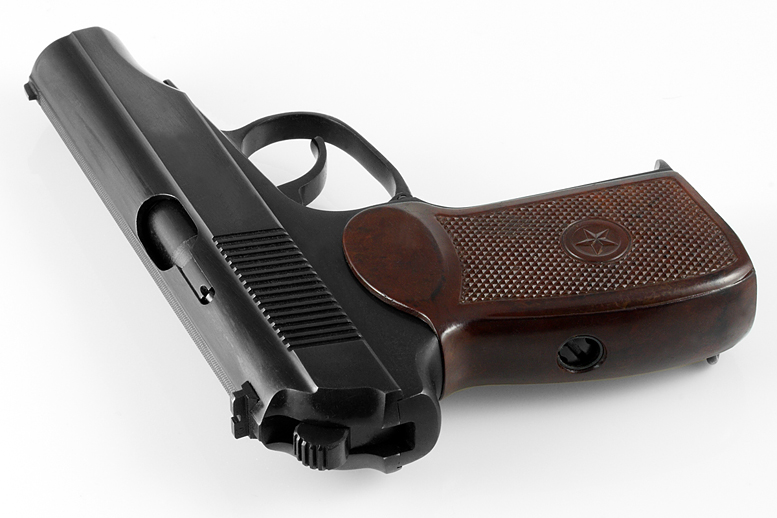
Pistol Makarov

O armă de foc este un dispozitiv care poate fi utilizat ca armă. Aceasta lansează proiectile la viteze mari prin expansiunea gazelor produse în urma arderii rapide, controlate și închise a unui combustibil.
În România, Legea 295/2004 privind regimul armelor, componentelor esențiale și al munițiilor definește arma de foc ca fiind „arma al cărei principiu de funcționare are la bază forța de expansiune dirijată a gazelor provenite din detonarea unei capse ori prin arderea unei încărcături; sunt asimilate armelor de foc și ansamblurile, subansamblurile și dispozitivele care se pot constitui și pot funcționa ca arme de foc”.
În Republica Moldova, Legea 130/2012 privind regimul armelor și al munițiilor cu destinație civilă definește arma de foc ca fiind „armă portabilă cu țeavă care poate arunca, este concepută să arunce sau poate fi transformată să arunce alice, un glonț ori un proiectil prin acțiunea unui combustibil de propulsie. Se consideră că un obiect poate fi transformat pentru a arunca o alice, un glonț sau un proiectil prin acțiunea unui combustibil de propulsie dacă are aspectul unei arme de foc și, ca urmare a construcției sale ori a materialului din care este confecționat, poate fi transformat în acest scop." 

## Accesorii
- Amortizor de zgomot
- Baionetă
- Laser
- Lunetă